# Бистра (притока Соли)
Бистра [пол. Bystra (dopływ Soły)] — гірська річка в Польщі, у Живецькому повіті Сілезького воєводства. Ліва притока Соли, (басейн Балтійського моря).

## Опис
Довжина річки 10,32 км, найкоротша відстань між витоком і гирлом — 5,58 км, коефіцієнт звивистості річки — 1,85; площа басейну водозбору 49 км². Формується притоками, безіменними струмками та частково каналізована.

## Розташування
Бере початок у ґміні Мілювка між горами Бараняча та Маґурка в районі Сілезьких Бескидів. Тече переважно на південний схід через Камешницю і в селі Мілювка впадає в річку Солу, праву притоку Вісли.

## Притоки
- Юрашівка (права).

## Цікавий факт
- У селі Мілювка на правому березі річки розташований віадук, який є частиною швидкісної дороги S1.